# Bussy-Saint-Georges
Pour les articles homonymes, voir Bussy et Saint-Georges.
Bussy-Saint-Georges est une commune française située dans le département de Seine-et-Marne en région Île-de-France.
Avec 26 334 habitants au recensement de 2022, Bussy-Saint-Georges est la commune la plus peuplée de la communauté d'agglomération de Marne et Gondoire.

## Géographie

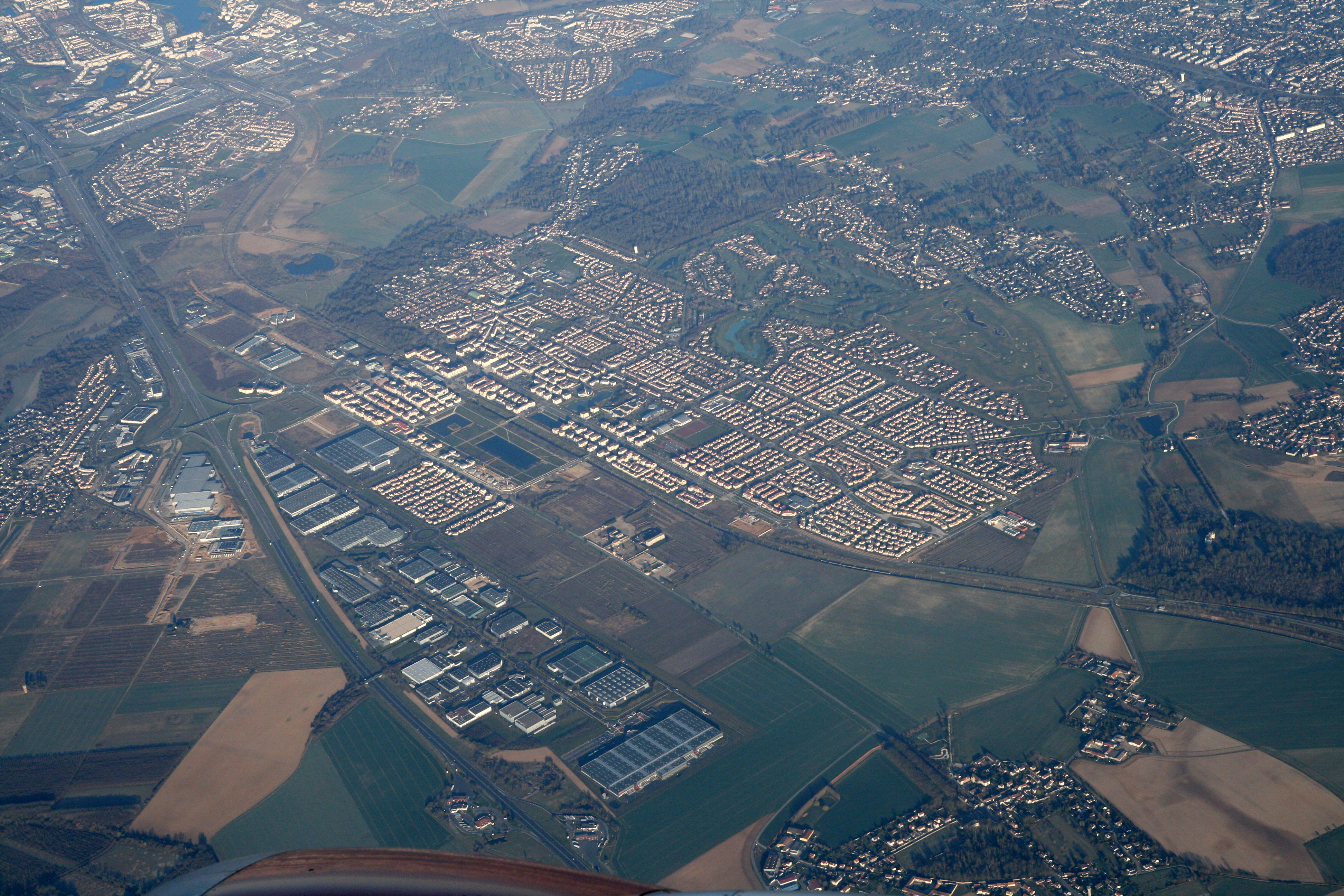
Bussy-Saint-Georges vue d'avion, en mars 2009.

### Localisation

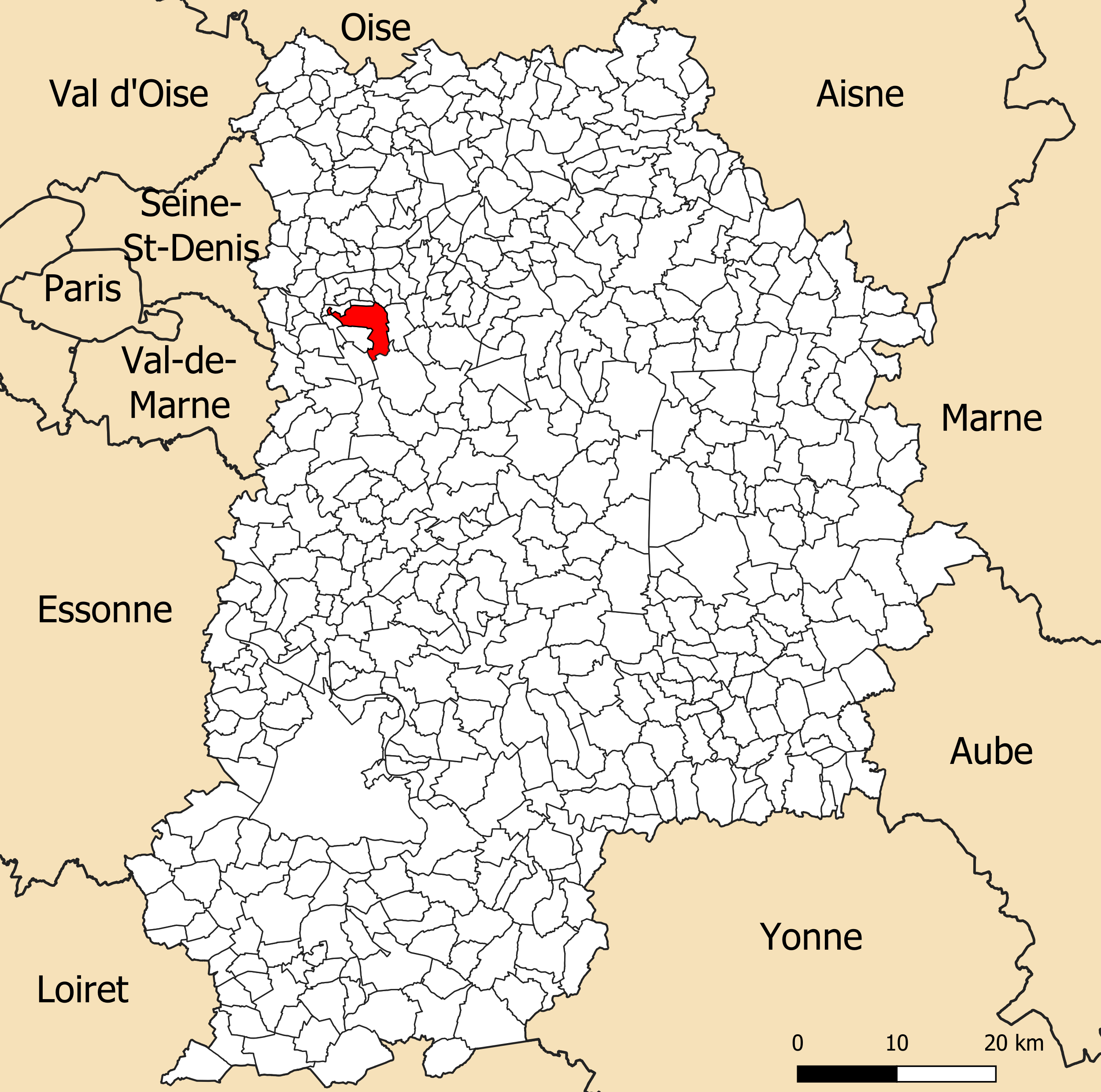
Localisation de la commune de Bussy-Saint-Georges dans le département de Seine-et-Marne.

À vol d'oiseau, la commune est située à 25,9 km à l'est de Paris, à 19,0 km à l'ouest de Meaux et à 7 km du parc à thème Disneyland Paris. Elle fait partie du secteur 3 de la ville nouvelle de Marne-la-Vallée.

### Communes limitrophes
Le territoire de la commune est limitrophe de ceux de neuf communes :

### Géologie et relief
L'altitude de la commune varie de 63 mètres à 130 mètres pour le point le plus haut, le centre du bourg se situant à environ 109 mètres d'altitude (mairie). Elle est classée en zone de sismicité 1, correspondant à une sismicité très faible.

### Hydrographie

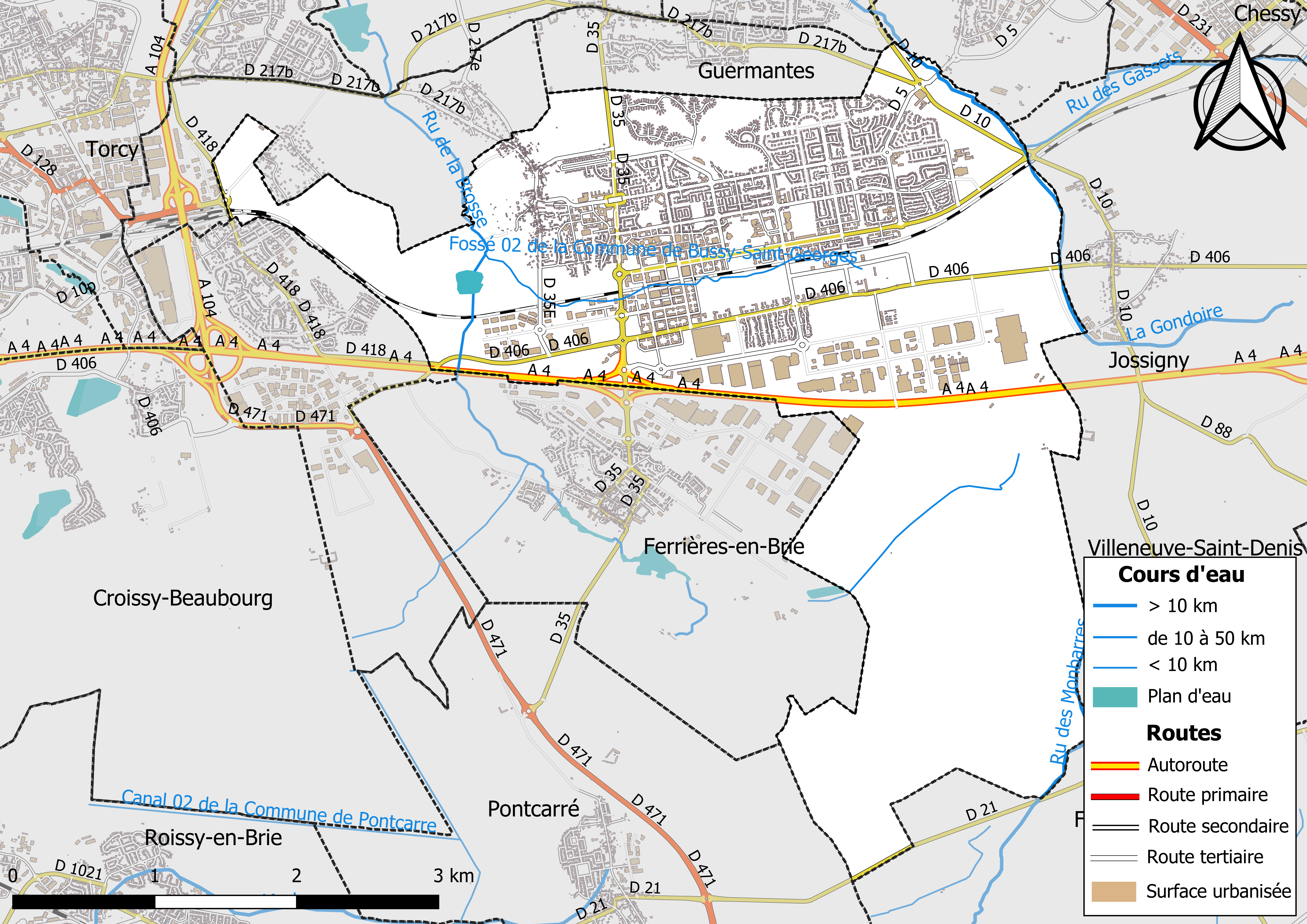
Carte des réseaux hydrographique et routier de Bussy-Saint-Georges.

Le système hydrographique de la commune se compose de cinq cours d'eau référencés :
- la Gondoire, longue de 12,11 km[6] ;
  - le ru de la Brosse, 6,85 km[7], affluent de la Gondoire ;
    - le fossé 02 de la Commune de Bussy-Saint-Georges, 2,94 km[8], qui conflue avec le ru de la Brosse ;
- le ru des Monbarres, 12,66 km[9], affluent de la Marsange ;
- le cours d'eau 01 de la Commune de Bussy-Saint-Georges, 2,01 km[10].

La longueur linéaire globale des cours d'eau sur la commune est de 7,41 km.

### Climat
Pour des articles plus généraux, voir Climat de l'Île-de-France et Climat de Seine-et-Marne.
En 2010, le climat de la commune est de type climat océanique dégradé des plaines du Centre et du Nord, selon une étude du CNRS s'appuyant sur une série de données couvrant la période 1971-2000. En 2020, Météo-France publie une typologie des climats de la France métropolitaine dans laquelle la commune est exposée à un climat océanique altéré et est dans une zone de transition entre les régions climatiques « Sud-ouest du bassin Parisien » et « Nord-est du bassin Parisien ».
Pour la période 1971-2000, la température annuelle moyenne est de 10,8 °C, avec une amplitude thermique annuelle de 15,4 °C. Le cumul annuel moyen de précipitations est de 720 mm, avec 10,8 jours de précipitations en janvier et 7,6 jours en juillet. Pour la période 1991-2020, la température moyenne annuelle observée sur la station météorologique la plus proche, située sur la commune de Torcy à 4 km à vol d'oiseau, est de 12,1 °C et le cumul annuel moyen de précipitations est de 716,4 mm,. Pour l'avenir, les paramètres climatiques de la commune estimés pour 2050 selon différents scénarios d'émission de gaz à effet de serre sont consultables sur un site dédié publié par Météo-France en novembre 2022.
| Mois                                  | jan.            | fév.           | mars          | avril         | mai            | juin          | jui.           | août           | sep.          | oct.            | nov.            | déc.            | année      |
| ------------------------------------- | --------------- | -------------- | ------------- | ------------- | -------------- | ------------- | -------------- | -------------- | ------------- | --------------- | --------------- | --------------- | ---------- |
| Température minimale moyenne (°C)     | 2,2             | 2,3            | 4             | 6,1           | 9,6            | 12,7          | 14,6           | 14,2           | 11,2          | 8,8             | 5,1             | 2,9             | 7,8        |
| Température moyenne (°C)              | 4,8             | 5,6            | 8,3           | 11,2          | 14,6           | 18            | 20,1           | 19,8           | 16,3          | 12,8            | 8,1             | 5,5             | 12,1       |
| Température maximale moyenne (°C)     | 7,4             | 8,9            | 12,6          | 16,2          | 19,7           | 23,2          | 25,6           | 25,5           | 21,5          | 16,8            | 11,1            | 8               | 16,4       |
| Record de froid (°C) date du record   | −12,6 07.01.09  | −11,4 07.02.12 | −8,6 01.03.05 | −3,3 06.04.21 | 0,4 07.05.1997 | 2,8 04.06.01  | 6,6 13.07.1993 | 5,8 28.08.1998 | 2 30.09.18    | −3,4 30.10.1997 | −9,7 24.11.1998 | −9,6 29.12.1996 | −12,6 2009 |
| Record de chaleur (°C) date du record | 17,3 05.01.1999 | 20,9 27.02.19  | 26,2 31.03.21 | 28,8 20.04.18 | 31,6 27.05.05  | 36,6 27.06.11 | 42,1 25.07.19  | 39,7 11.08.03  | 35,7 08.09.23 | 28,7 02.10.11   | 21,9 07.11.15   | 17,8 07.12.00   | 42,1 2019  |
| Précipitations (mm)                   | 57,2            | 53,2           | 52,5          | 50            | 71,3           | 57,6          | 60,5           | 66,1           | 53,3          | 60,5            | 59,5            | 74,7            | 716,4      |

### Milieux naturels et biodiversité

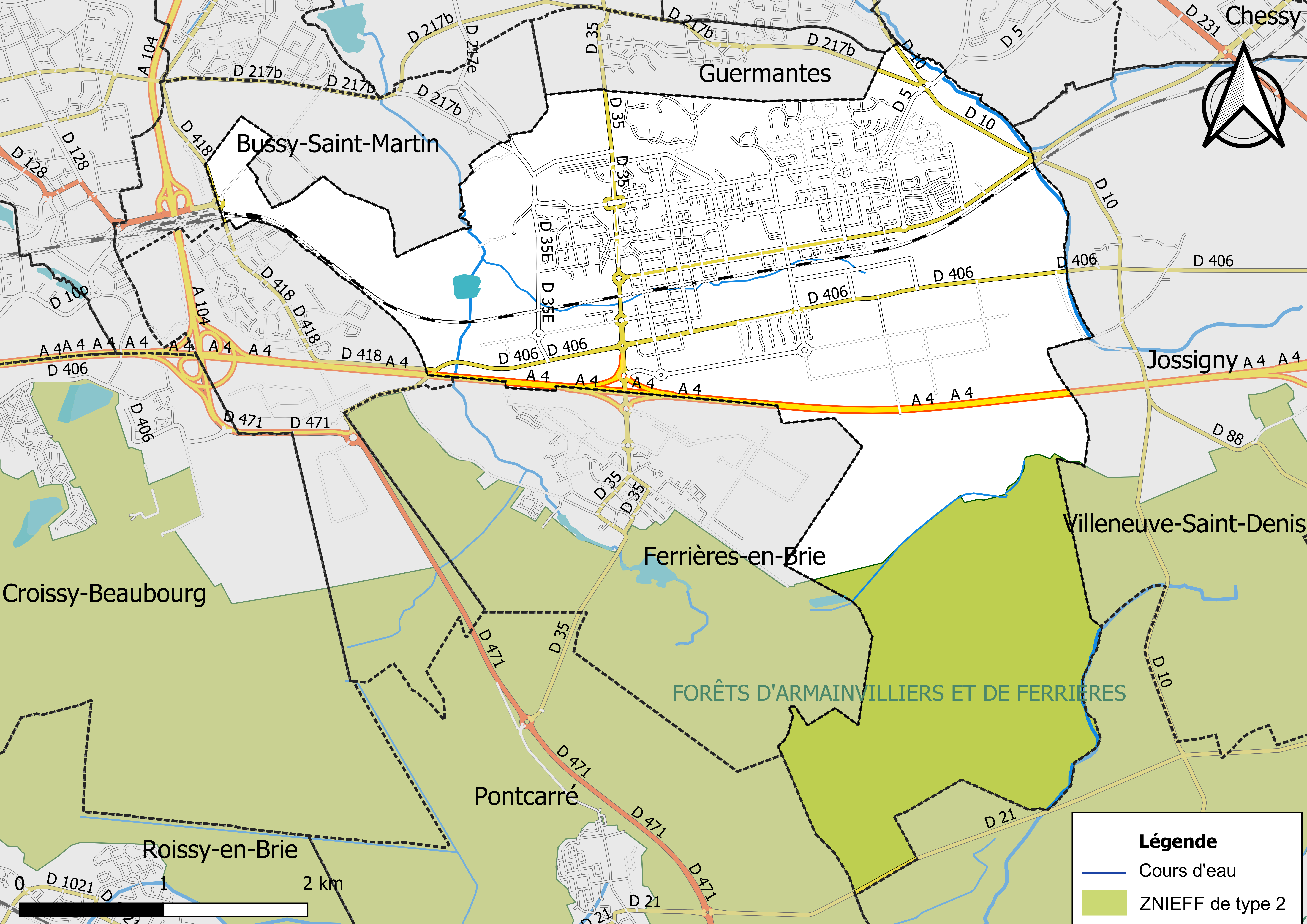
Carte des ZNIEFF de type 2 localisées sur la commune.

L’inventaire des zones naturelles d'intérêt écologique, faunistique et floristique (ZNIEFF) a pour objectif de réaliser une couverture des zones les plus intéressantes sur le plan écologique, essentiellement dans la perspective d’améliorer la connaissance du patrimoine naturel national et de fournir aux différents décideurs un outil d’aide à la prise en compte de l’environnement dans l’aménagement du territoire.
Le territoire communal de Bussy-Saint-Georges comprend un ZNIEFF de type 2,, les « forêts d'Armainvilliers et de Ferrières » (5 682,94 ha), couvrant 12 communes du département.

## Urbanisme

### Typologie
Au 1er janvier 2024, Bussy-Saint-Georges est catégorisée grand centre urbain, selon la nouvelle grille communale de densité à sept niveaux définie par l'Insee en 2022.
Elle appartient à l'unité urbaine de Paris, une agglomération inter-départementale regroupant 407  communes, dont elle est une commune de la banlieue,,. Par ailleurs la commune fait partie de l'aire d'attraction de Paris, dont elle est une commune du pôle principal,. Cette aire regroupe 1 929 communes,.

### Morphologie urbaine
Bussy-Saint-Georges est inscrite dans le périmètre de la ville nouvelle de Marne-la-Vallée défini en 1966. Elle est située dans le secteur 3 de Marne-la-Vallée, autrement dénommé Val-de-Bussy. En effet, Marne-la-Vallée n'est qu'une entité géographique, la ville nouvelle étant divisée en quatre secteurs. Le décret du 4 avril 1985 crée une agglomération nouvelle dont la majeure partie du territoire est celui de la commune de Bussy-Saint-Georges. Cette dernière ne fut ainsi pas intégrée à un Syndicat d'Agglomération Nouvelle, contrairement à ce qui fut décidé pour d'autres communes de la ville nouvelle de Marne-la-Vallée. Le statut d'agglomération nouvelle de Bussy-Saint-Georges prit fin lorsqu'elle rejoignit, le 1er janvier 2014, la communauté d'agglomérations de Marne et Gondoire.

### Occupation des sols
En 2018, le territoire de la commune se répartit en 28,9 % de forêts, 25,6 % de terres arables, 21,5 % de zones urbanisées, 19 % de zones industrielles commercialisées et réseaux de communication, 2,4 % d’espaces verts artificialisés non agricoles, 1,7 % de cultures permanentes, 0,9 % de zones agricoles hétérogènes et < 0,5 % de prairies,.

### Habitat et logement
En 2018, le nombre total de logements dans la commune était de 11 267, alors qu'il était de 10 503 en 2013 et de 8 632 en 2008.
Parmi ces logements, 94,7 % étaient des résidences principales, 1,2 % des résidences secondaires et 4 % des logements vacants. Ces logements étaient pour 29,7 % d'entre eux des maisons individuelles et pour 69,3 % des appartements.
Le nombre de logements sociaux a fortement crû de 2008 à 2018, passant de 738 (9,4 % du nombre de résidences principales) à 1 802 (16,9 %). Le nombre de ménages propriétaires de leurs résidences principales sur la même période a baissé, passant de 58,1 % en 2008 à 50,9 % en 2018.
Le tableau ci-dessous présente la typologie des logements à Bussy-Saint-Georges en 2018 en comparaison avec celle de Seine-et-Marne et de la France entière. Une caractéristique marquante du parc de logements est ainsi une proportion de résidences secondaires et logements occasionnels (1,2 %) inférieure à celle du département (2,9 %) mais supérieure à celle de la France entière (9,7 %). Concernant le statut d'occupation de ces logements, 50,9 % des habitants de la commune sont propriétaires de leur logement (56,9 % en 2013), contre 61,8 % pour la Seine-et-Marne et 57,5 pour la France entière.
| Typologie                                               | Bussy-Saint-Georges | Seine-et-Marne | France entière |
| ------------------------------------------------------- | ------------------- | -------------- | -------------- |
| Résidences principales (en %)                           | 94,7                | 90,3           | 82,1           |
| Résidences secondaires et logements occasionnels (en %) | 1,2                 | 2,9            | 9,7            |
| Logements vacants (en %)                                | 4                   | 6,8            | 8,2            |

### Voies de communications et transports

#### Voies routières
La commune est desservie par l'autoroute A4 au sud de la ville (sortie no 12 « Marne-la-Vallée Val de Bussy, Bussy-Saint-Georges, Ferrières-en-Brie ») et par l'autoroute A104 à l'ouest (sortie no 11 « Val-Maubuée centre, Val de Bussy, Torcy, Collégien, Centre commercial »).

#### Transports en commun

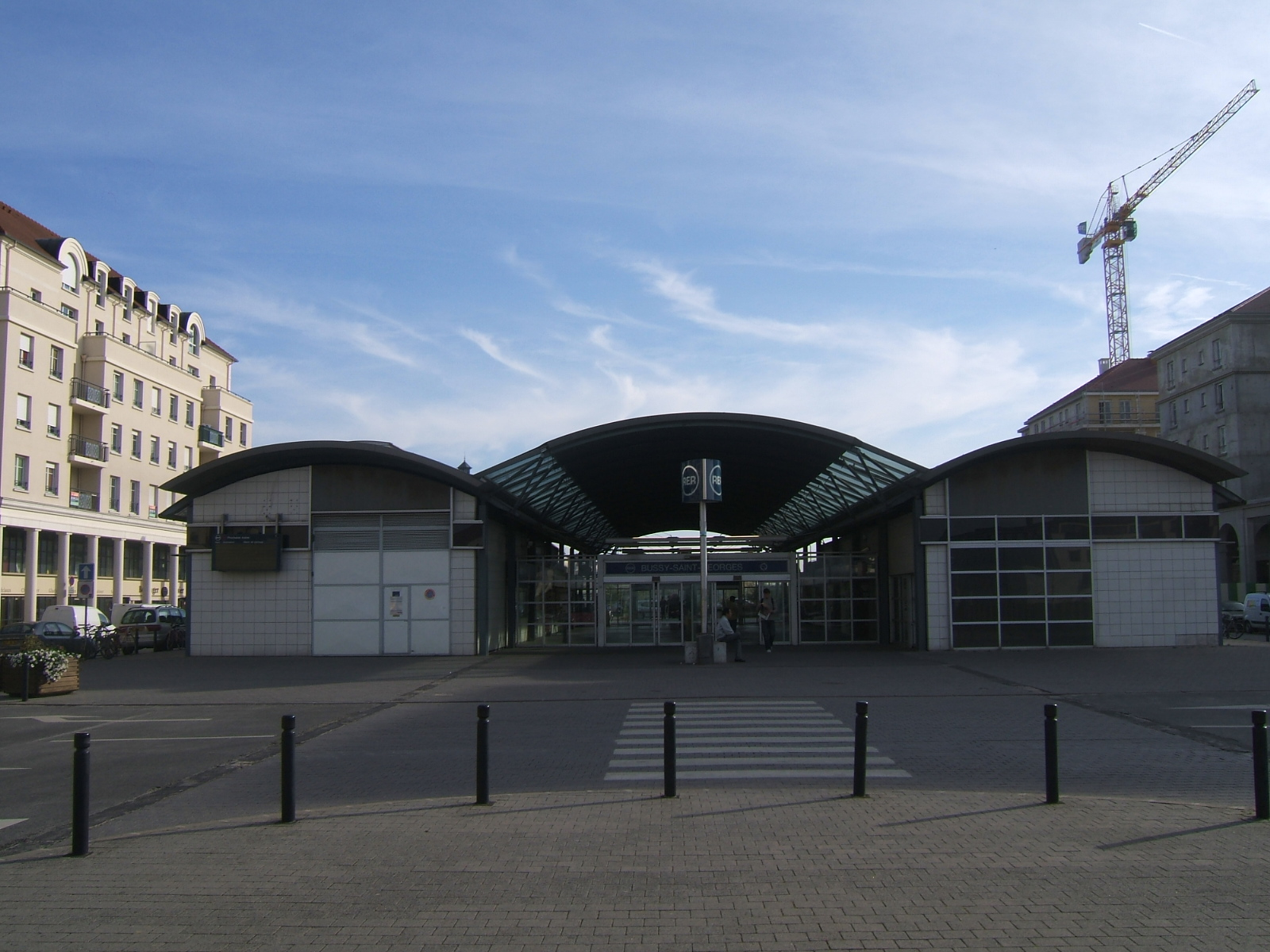
La gare RER.

La commune se situe dans la zone 5 du réseau de transports d'Ile-de-France.
La commune est desservie par :
- le RER A par la gare de Bussy-Saint-Georges
- le réseau de bus de Marne-la-Vallée (lignes 2222, 2226, 2228, 2244 et le bus de Soirée Bussy-Saint-Georges)[29] et la nuit par la ligne N130 du Noctilien (Paris-Gare de Lyon - Marne-la-Vallée - Chessy)

À proximité, se trouve la gare TGV de Marne-la-Vallée - Chessy, accessible par le RER A qui permet des échanges avec la France et l'Europe, et aussi la gare de Lagny-Thorigny desservie par le Transilien Paris-Est, accessible par la ligne 2226 du réseau de Marne-la-Vallée.
La commune bénéficie d'une station de taxis dans le vieux village.

### Risques majeurs

#### Risques naturels
Le territoire de la commune de Bussy-Saint-Georges est vulnérable à différents aléas naturels existentiels : remontées de nappes, retrait-gonflement des argiles et mouvements de terrain. Les risques naturels concernant le radon et les séismes sont considérés comme faibles. 
Une inondation par remontée de nappe se produit lorsque la nappe phréatique sature le sol et remonte à la surface, souvent après des pluies prolongées ou des crues. Elles peuvent provoquer l'inondation de caves et engendrer l'endommagement du bâti, notamment du fait d'infiltrations dans les murs. Les dernières inondations déclarées catastrophes naturelles à Bussy-Saint-Georges remontent au siècle dernier. Deux évènements ont été recensés : le plus ancien, d'une durée de 28 jours, reconnu par l'état, s'est déroulé du 01/04/1983 au 28/04/1983 ; le second, d'une durée de 5 jours, non reconnu par l'état, s'est déroulé du 25/12/1999 au 29/12/1999.
Le phénomène de retrait-gonflement des argiles, lié aux variations d'humidité dans le sol, peut entraîner des tassements en saison sèche et des gonflement en période humide et provoquer des mouvements inégaux du terrain, affectant les fondations des bâtiments. Un risque élevé de retrait-gonflement des argiles indique une probabilité accrue de mouvements du sol, favorisant l'apparition de fissures sur les habitations. La construction de nouveaux logements dans ces zones nécessite la mise en place d’aménagements spécifiques afin de limiter les impacts. En revanche, un risque modéré se traduit par des variations moins prononcées du sol, généralement associées à des dommages de moindre ampleur.

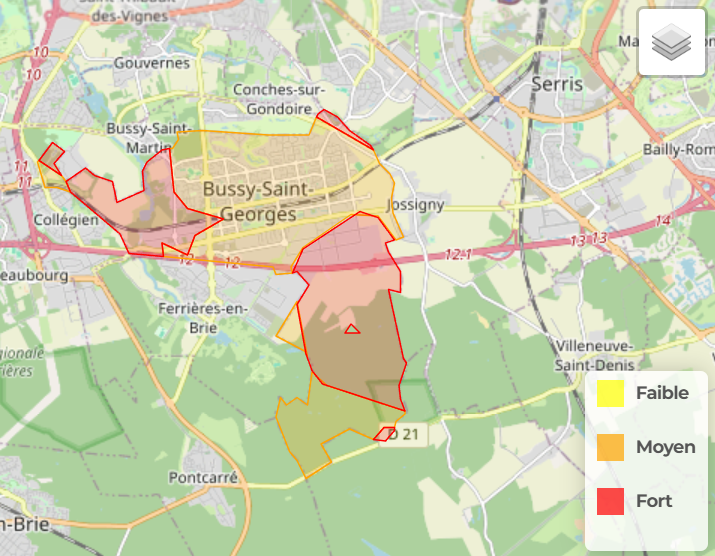
Risque de retrait et gonflement des argiles sur la commune de Bussy-Saint-Georges

Le tableau suivant présente les derniers sinistres liés aux sols argileux à Bussy-Saint-Georges :
| Type de catastrophe | Début      | Fin        | Durée  | Reconnue par l'Etat |
| Sécheresse          | 01/01/2022 | 31/10/2022 | 304 j  | Non                 |
| Sécheresse          | 01/07/2020 | 30/09/2020 | 92 j   | Oui                 |
| Sécheresse          | 27/11/2019 | 31/12/2019 | 35 j   | Non                 |
| Sécheresse          | 01/07/2003 | 30/09/2003 | 92 j   | Oui                 |
| Sécheresse          | 01/01/1992 | 31/05/1997 | 1978 j | Oui                 |

Concernant les mouvements de terrain, un évènement non reconnu par l'état a été déclaré catastrophe naturelle sur la commune, du 25/12/1999 au 29/12/1999.

#### Risques technologiques
Bussy-Saint-Georges est concerné par un risque industriel, notamment avec des installations classées pour la protection de l'environnement (ICPE). Il s'agit des exploitations industrielles ou agricoles susceptibles de créer des risques ou de provoquer des pollutions ou nuisances, notamment pour la sécurité et la santé des riverains. Cependant, il n'y pas d'installations classées SEVESO sur le territoire communal.
Sur la commune, 3 installations classées non SEVESO manipulant des substances et mélanges dangereux ont été recensées :
- IVANHOE LOGISTIQUE BUSSY, Parc d'activité Gustave Eiffel ;
- BNP Paribas, Parc d'activité Gustave Eiffel ;
- LOGISTIQUE GALERIES LAFAYETTE SA,  Parc d'activité Gustave Eiffel.

La ville est également concernée par un risque lié aux canalisations de transport de matières dangereuses. Il est important de préciser que les canalisations sont fixes et protégées. En général, elles sont enterrées à au moins 80 cm de profondeur. Une canalisation de transport d'hydrocarbures passe entre Bussy-Saint-Georges et Ferrières-en-Brie, au niveau de l'A4. Le gaz naturel est également transporté au niveau de deux grands axes municipaux : le boulevard de Lagny et l'avenue du Général De Gaulle. 

## Toponymie

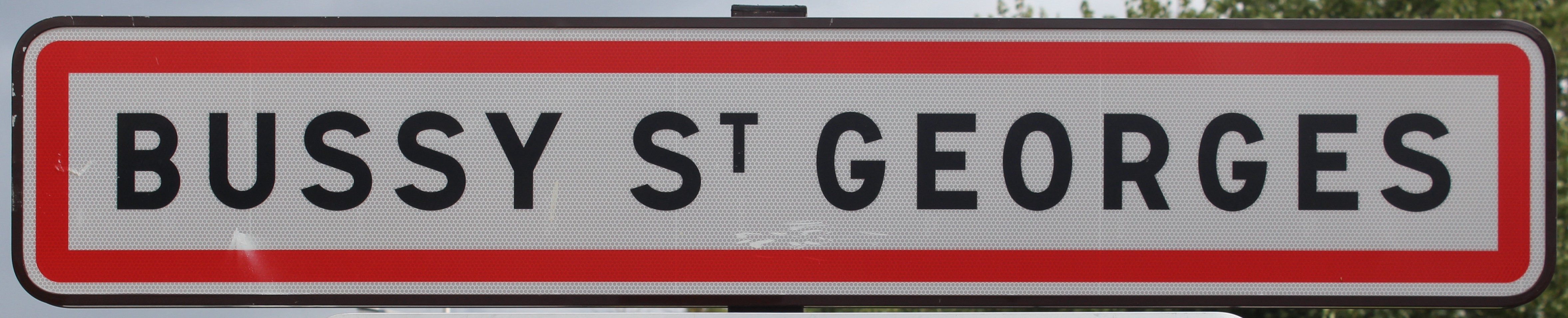
Panneau d'entrée.

Le nom de la localité est mentionné sous les formes Villa Buxido en 841 ; In vicaria Buciaxinse en 855 ; Buciacum sancti Georgii au XIIIe siècle ; Bucy Saint George en 1336 ;  Bucy en 1532 ; Bucy Saint Georges en Brye en 1540.
Du latin buxetum, « ensemble de buis » (comprendre du gallo-roman BUXETU).
Son église paroissiale appartenant au diocèse de Paris, doyenné de Lagny, était dédiée à saint Georges.

## Histoire
En 855, le territoire formait une grande paroisse dont le patron était saint Georges. Cependant, la désignation de Bussy-Saint-Georges n'apparaît qu'au XIIIe siècle. Le nom de Bussy vient de Buscus à cause du voisinage de la forêt et de nombreux bosquets qui entouraient le village.
Au Moyen Âge, Bussy-Saint-Martin et Bussy-Saint-Georges ne forment qu'une seule et même seigneurie dirigée par les seigneurs de Bucy. La liste des seigneurs possesseurs de Bussy a été établie ainsi : la famille de Bucy de 1196 à 1490; la famille de la Rosque de 1490 à la fin du XVIe siècle ; Louis Guibert et ses héritiers de la fin du XVIe siècle au début du XVIIIe siècle ; à partir du début du XVIIIe siècle et jusqu'à la Révolution, la famille Prondre, seigneurs de Guermantes.
En 1789, Bussy-Saint-Georges faisait partie de l’élection de la Généralité de Paris et était régi par la coutume de Paris.
Au XIXe siècle, la ville appartient au canton de Lagny, sa population comprendra de l'ordre de 500 à 550 habitants. Deux ordonnances des 6 juin 1826 et 15 août 1827 réduisent le territoire de Bussy au profit des territoires de Ferrières et de Jossigny.[réf. nécessaire]
Depuis 1985, Bussy-Saint-Georges se trouve dans le périmètre de la ville nouvelle de Marne-la-Vallée et a bénéficié à son tour d’une extension de son territoire de 180,5 ha venant des communes limitrophes (Bussy-Saint-Martin, Collégien et Ferrières).
Lors de l’aménagement de la ville nouvelle, y ont été implantés, un golf, des hôtels, plusieurs lieux de culte dont une église, une mosquée et deux pagodes bouddhistes, des espaces verts, ainsi que de nombreux logements. La ville comporte deux parcs industriels nommés parc Léonard-de-Vinci et parc Gustave-Eiffel, au sud de la ville en bordure de l'autoroute A4.
En 2024, la gare de Bussy-Saint-Georges fut sélectionnée comme gare de transit, pour accueillir une partie du public voulant se rendre à l'Île de loisirs de Vaires-Torcy dans le cadre des jeux olympiques 2024.
Le transit s'effectuera via des bus mis à disposition toutes les 3 minutes, permettant de lier la gare de Bussy st Georges à l'Île de loisirs de Vaires-Torcy en 20 minutes.

## Politique et administration

### Rattachements administratifs et électoraux

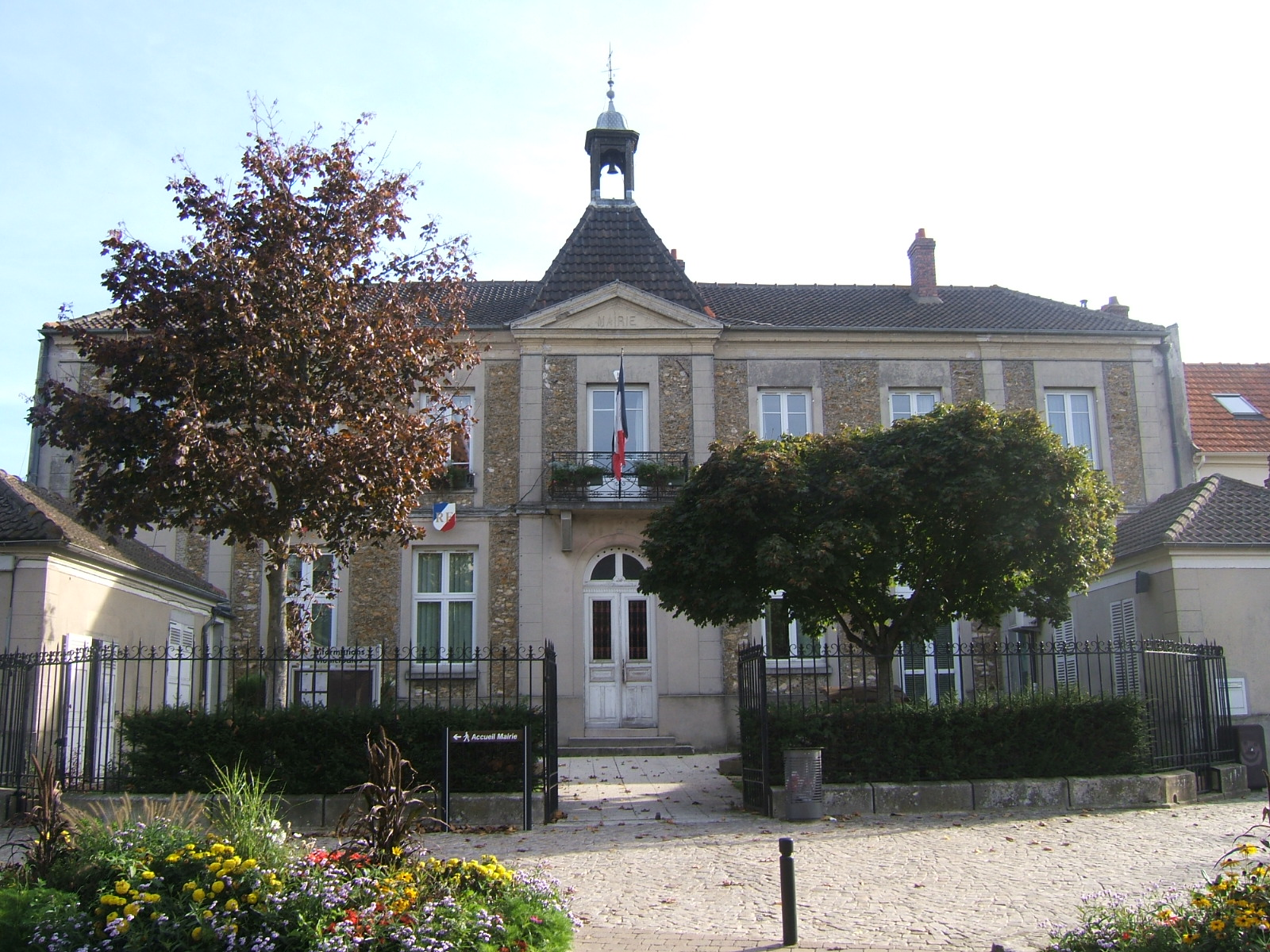
La mairie.

Les différentes communes composant Marne-la-Vallée :
Secteur I (Porte de Paris) : 3 communes.
Secteur II (Val Maubuée) : 6 communes.
Secteur III (Val de Bussy) : 12 communes.
Secteur IV (Val d'Europe) : 5 communes, et, en clair, Villeneuve-le-Comte.

La commune se trouve depuis 1994 dans l'arrondissement de Torcy du département de Seine-et-Marne. Pour l'élection des députés, elle fait partie depuis 1988 de la huitième circonscription de Seine-et-Marne.
Elle faisait partie de 1801 à 1975 du canton de Lagny-sur-Marne, année où elle intègre le canton de Torcy. Dans le cadre du redécoupage cantonal de 2014 en France, ce canton, dont la commune est toujours membre, est modifié, passant de 6 à 5 communes.
La ville fait partie du Val de Bussy, ou secteur III de la ville nouvelle de Marne-la-Vallée.

### Intercommunalité
Bussy-Saint-Georges est membre depuis 2014 de la communauté d'agglomération Marne et Gondoire, un établissement public de coopération intercommunale (EPCI) à fiscalité propre créé en 2005 et auquel la commune a transféré un certain nombre de ses compétences, dans les conditions déterminées par le code général des collectivités territoriales.

### Administration municipale
La mairie, construite en 1850, se trouve dans l’ancien village, sur la place de la mairie. Elle compte une annexe dans le centre-ville, au 2 passage Carter, le Centre technique municipal et le service urbanisme au 12 boulevard de Strasbourg, dans la ZAC de Gustave Eiffel, et sport et vie associative à l'Espace Jean-d'Ormesson, 8 rocade de la Croix-Saint-Georges.

### Tendances politiques et résultats
Lors du second tour des élections municipales de 2014 en Seine-et-Marne, la liste UMP-UDI menée par Chantal Brunel obtient la majorité des suffrages exprimés, avec 3 276 voix (40,57 %, 25 conseillers municipaux élus dont 4 communautaires), devançant les listes menées respectivement par : 

- le maire sortant Hugues Rondeau (DVD, 2 806 voix, 6 conseillers municipaux élus dont 1 communautaire) ;

- Nabia Pisi (DVD, 1 992 voix, 24,67 %, 4 conseillers municipaux élus.

Lors de ce scrutin, 41,13 % des électeurs se sont abstenus.
Au second tour des élections municipales partielles tenues en décembre 2016 à la suite de la démission de 17 des 28 membres de la majorité municipale de Chantal Brunel , la liste menée par son ancien maire-adjoint Yann Dubosc (UDI)remporte la majorité des suffrages exprimés, avec 38,30 % des voix (25 conseillers municipaux municipaux élus), devançant celles menées respectivement par2020 : 

- la maire sortante Chantal Brunel (LR) qui a obtenu 33, 72 % des suffrages (6 conseillers municipaux élus) ;

- Eduardo Rihan Cypel (PS, 15,6 %, 2 conseillers municipaux élus) ;

- André Aguerre (SE, 12,92 %, 2 conseillers municipaux élus).

Lors de ce scrutin, 62,51 % des électeurs se sont abtenus.
Lors du second tour des élections municipales de 2020 en Seine-et-Marne, la liste LR/MoDem menée par le maire sortant remporte la majorité des suffrages exprimés, avec 2 141 voix (47,99 %, 26 conseillers municipaux élus dont 12 communautaires), devançant largement les listes menées respectivement par, :

- Loic Masson — qui a bénéficié de la fusion des listes du premier tour LREM de Laurent Moretti et écologiste de Mouttabi Vin  — (LR, 1 433 voix, 32,12 %, 6 conseillers municipaux dont 2 communautaires) ; 

- Chantal Brunel (LR, 887 voix, 19,88 %, 3 conseillers municipaux élus dont 1 communautaire).

Lors de ce scrutin marqué par la crise de la pandémie de Covid-19 en France, 70,69 % des électeurs se sont abstenus.

### Politique locale
En juillet 2017, Hugues Rondeau, qui fut maire de 1998 à 2014, a été reconnu coupable par la justice française de « prise illégale d'intérêts » et de « soustraction, détournement ou destruction de biens d'un dépôt public » et condamné à six mois de prison avec sursis assorti de la procédure de mise à l'épreuve, au versement à la commune de près de 60 000 euros au titre des dommages et intérêts, et à une interdiction pendant une durée de cinq ans d'être maire ou conseiller municipal. En mai 2019, il a été interdit de fonction publique à vie par la Cour d'appel. Toutefois, Hugues Rondeau s'étant pourvu en cassation, cette condamnation n'est pas exécutoire jusqu'à l'issue définitive de ce procès.
À la suite de l'annulation des élections municipales de 2014, la liste de Chantal Brunel (LR) a été réélue dès le premier tour en septembre 2015. Toutefois, la majorité de l'équipe municipale (18 élus sur 28) a souhaité démissionner à la suite d'un profond désaccord avec le maire en septembre 2016, menée par le premier adjoint, Yann Dubosc,, une nouvelle élection municipale partielle est organisée le 4 et le 11 décembre 2016, que remporte Yann Dubosc. Celui-ci est réélu maire après le second tour des municipales de 2020, et le recours formé par des électeurs a été rejeté par le tribunal administratif de Melun en mars 2021.

### Politique de développement durable
La ville a engagé une politique de développement durable en lançant une démarche d'Agenda 21 en 2010.

### Jumelages
| Ville | Ville                 | Pays | Pays        | Période     |
| ----- | --------------------- | ---- | ----------- | ----------- |
|       | Kiryat Ekron          |      | Israël      | depuis 1998 |
|       | Meiningen             |      | Allemagne   | depuis 2006 |
|       | Radcliffe on Trent    |      | Royaume-Uni | depuis 1999 |
|       | San Giuliano Milanese |      | Italie      | depuis 2002 |

## Population et société

### Démographie
L'évolution du nombre d'habitants est connue à travers les recensements de la population effectués dans la commune depuis 1793. Pour les communes de plus de 10 000 habitants les recensements ont lieu chaque année à la suite d'une enquête par sondage auprès d'un échantillon d'adresses représentant 8 % de leurs logements, contrairement aux autres communes qui ont un recensement réel tous les cinq ans,.

En 2022, la commune comptait 26 334 habitants, en évolution de −2,36 % par rapport à 2016 (Seine-et-Marne : +3,92 %, France hors Mayotte : +2,11 %).
| 1793 | 1800 | 1806 | 1821 | 1831 | 1836 | 1841 | 1846 | 1851 |
| ---- | ---- | ---- | ---- | ---- | ---- | ---- | ---- | ---- |
| 475  | 497  | 542  | 535  | 538  | 518  | 487  | 516  | 521  |

| 1856 | 1861 | 1866 | 1872 | 1876 | 1881 | 1886 | 1891 | 1896 |
| ---- | ---- | ---- | ---- | ---- | ---- | ---- | ---- | ---- |
| 566  | 553  | 537  | 540  | 518  | 534  | 558  | 552  | 608  |

| 1901 | 1906 | 1911 | 1921 | 1926 | 1931 | 1936 | 1946 | 1954 |
| ---- | ---- | ---- | ---- | ---- | ---- | ---- | ---- | ---- |
| 639  | 629  | 608  | 537  | 560  | 654  | 570  | 442  | 510  |

| 1962 | 1968 | 1975 | 1982 | 1990  | 1999  | 2005   | 2006   | 2011   |
| ---- | ---- | ---- | ---- | ----- | ----- | ------ | ------ | ------ |
| 453  | 462  | 441  | 456  | 1 545 | 9 194 | 16 980 | 18 772 | 25 135 |

| 2016   | 2021   | 2022   | - | - | - | - | - | - |
| ------ | ------ | ------ | - | - | - | - | - | - |
| 26 971 | 26 571 | 26 334 | - | - | - | - | - | - |

Bussy était en 2011, la sixième ville la plus peuplée de Seine-et-Marne.

### Enseignement
- 10 groupes scolaires, dont l'école Jacques-Chirac qui a ouvert à la rentrée de septembre 2020[76]
- 4 collèges : Anne-Frank, Jacques-Yves-Cousteau, Claude-Monet (avec un intérim depuis 2018 entre le collège de Magny-le-Hongre et la mise en place d'un collège temporaire dans le cadre de la procédure de fermeture du collège historique[77]) et Maurice-Rondeau (privé)
- 2 lycées : Martin-Luther-King et Maurice-Rondeau (privé)
- 350 places en crèches

### Manifestations culturelles et festivités
Tous les ans, les manifestations suivantes sont tenues à Bussy-Saint-Georges :
- Vœux des Buxangeorgiens : janvier
- Nouvel an chinois : février
- Carnaval : mars
- Fête de la Saint-Georges : avril
- Journée nationale du souvenir de la déportation et ravivage de la flamme du souvenir : avril
- Commémoration de la fin de la guerre de 1939-1945 : 8 mai
- Foulées de Bussy : course se tenant le dernier samedi du mois de mai
- Grande brocante : juin
- Commémoration des morts pour la France en Indochine : 8 juin
- Commémoration de l’appel du général de Gaulle : 18 juin
- Fête de la musique : 21 juin
- Fête de la Saint Jean : 24 juin
- Fête nationale (feux d’artifice) : 13 juillet (le feu d'artifice a lieu chaque année sur les lacs artificiels au sud de la ville, dans le parc du Génitoy).
- Open de golf de la ville : septembre
- Forum des associations : septembre
- Les Virades de l’espoir : septembre
- Brocante : septembre
- Commémoration de l’Armistice de 1918 : 11 novembre
- Nuit du Beaujolais : novembre
- Commémoration des morts pour le France lors des guerres d’Afrique du Nord : 5 décembre
- Fête de Noël (marché de Noël, animations, patinoire) : décembre et janvier.

### Santé
- une maison de retraite médicalisée.

### Sports
- un golf de 27 trous sur 75 hectares
- Complexe sportif Michel-Jazy : rue du Cimetière. Salle de danse, salle de gymnastique, courts de tennis, salle de judo, salle de volley-ball…
- Complexe sportif Maurice-Herzog : boulevard des Genêts. Piste d’athlétisme, terrains de football, tir à l’arc, salle de gymnastique, mur d’escalade, salle de tennis de table…
- Complexe sportif Laura Flessel : boulevard des cent arpents.
- Courts de tennis : 5 courts allée des Deux-Châteaux (intérieurs et extérieurs), 2 courts extérieurs sur la promenade des golfeurs, 2 courts extérieurs rue du Cimetière.
- Plateaux EPS.

### Cultes
Depuis 2016, l'espace cultuel, l'Esplanade des Religions, constitué de deux pagodes bouddhistes (Fo Guang Shan et "Wat Velouvanaram"), d'un restaurant végétarien et de chambres à coucher pour accueillir les hôtes en retraite spirituelle, mais aussi d'une synagogue, d'une mosquée,. Depuis 2017, un projet de temple hindou Mandir s'organise pour compléter la diversité spirituelle de l'Esplanade.

## Économie

### Revenus de la population et fiscalité
En 2018, le nombre de ménages fiscaux de la commune était de 9 980 (dont 67 % imposés), représentant 26 462 personnes et la médiane du revenu disponible par unité de consommation de 25 170 euros, le 1er décile étant de 12 450 euros avec un rapport interdécile de 3,6.

### Emploi
En 2018 , le nombre total d’emplois dans la zone était de 9 471, occupant 13 568 actifs résidents.
Le taux d'activité de la population (actifs ayant un emploi) âgée de 15 à 64 ans s'élevait à 70,7 % contre un taux de chômage de 8,3 %.
Les 20,9 % d’inactifs se répartissent de la façon suivante : 12,3 % d’étudiants et stagiaires non rémunérés, 2,4 % de retraités ou préretraités et 6,2 % pour les autres inactifs.

### Secteurs d'activité

#### Entreprises et commerces
En 2019, le nombre d’unités légales et d’établissements (activités marchandes hors agriculture) par secteur d'activité était de 2059 dont 56 dans l’industrie manufacturière, industries extractives et autres, 138 dans la construction, 652 dans le commerce de gros et de détail, transports, hébergement et restauration, 181 dans l’Information et communication, 78 dans les activités financières et d'assurance, 72 dans les activités immobilières, 459 dans les activités spécialisées, scientifiques et techniques et activités de services administratifs et de soutien, 253 dans l’administration publique, enseignement, santé humaine et action sociale et 170 étaient relatifs aux autres activités de services.
En 2020, 457 entreprises ont été créées sur le territoire de la commune, dont 354 individuelles.
La commune possède sur son territoire un pôle industriel (parc Gustave-Eiffel) situé au sud de la ville. Il comporte, entre autres, les entreprises Tech Data, SMED Arvato services, IBM, Air liquide, Asialand, Toyota Material Handling, etc. On y trouve également le Centre technique du livre de l'enseignement supérieur et le Centre technique de la Bibliothèque nationale de France.
On trouve aussi sur le territoire de la commune l'usine de la société SURYS, rachetée fin 2019 par INGroupe (ex-Imprimerie Nationale),, fabriquant des composants optiques et digitaux d'identification.
Le parc Gustave-Eiffel a été achevé à la fin de l'année 2007 avec l'installation de l'entrepôt de logistique des Galeries Lafayette. Mais le développement économique de la ville n'est pas pour autant terminé, puisque plusieurs ZAC sont actuellement en plein développement, comme la ZAC Léonard-de-Vinci (environ 30 ha), ou la zone d’activité de la Rucherie (80 ha).
Au 1er janvier 2021, la commune disposait de 434 chambres d’hôtels dans 4 établissements et ne possédait aucun terrain de camping.

## Culture locale et patrimoine

### Lieux et monuments
L'histoire de Bussy-Saint-Georges et de son patrimoine sont aujourd'hui connus des Buxangeorgiens grâce aux travaux de l'association des Amis de l'Histoire du Val-de-Bussy (AHVB) (brochure retraçant l'histoire de la ville, imprimée par la municipalité en novembre 2001).

#### La tour et le château
La tour, seul vestige du château du seigneur de Buci, place forte, refuge dominant les vallées de la Brosse et de la Gondoire, remonterait au XIIe siècle. L’actuelle place de Verdun, ancien emplacement du château, était entourée de fossés remplis d’eau provenant d’une source qui alimentait la fontaine toujours visible sur la place du marché. Le cimetière, au nord de la tour, au-delà de l’enceinte, a été découvert lors de la construction d’un pavillon en 1960. La tour mesure 21 mètres de haut et 9 mètres de diamètre.

#### La ferme de Roquemont
Située dans le village, la ferme de Roquemont porte le nom d’un fief, celui de la Rosque, seigneurs de Bussy-Saint-Georges de 1490 à 1594. Elle procurait au seigneur du lieu les revenus du fief de Bussy. Plus tard, elle fut aussi appelée grande ferme de Bussy-Saint-Georges.

#### Le moulin Russon

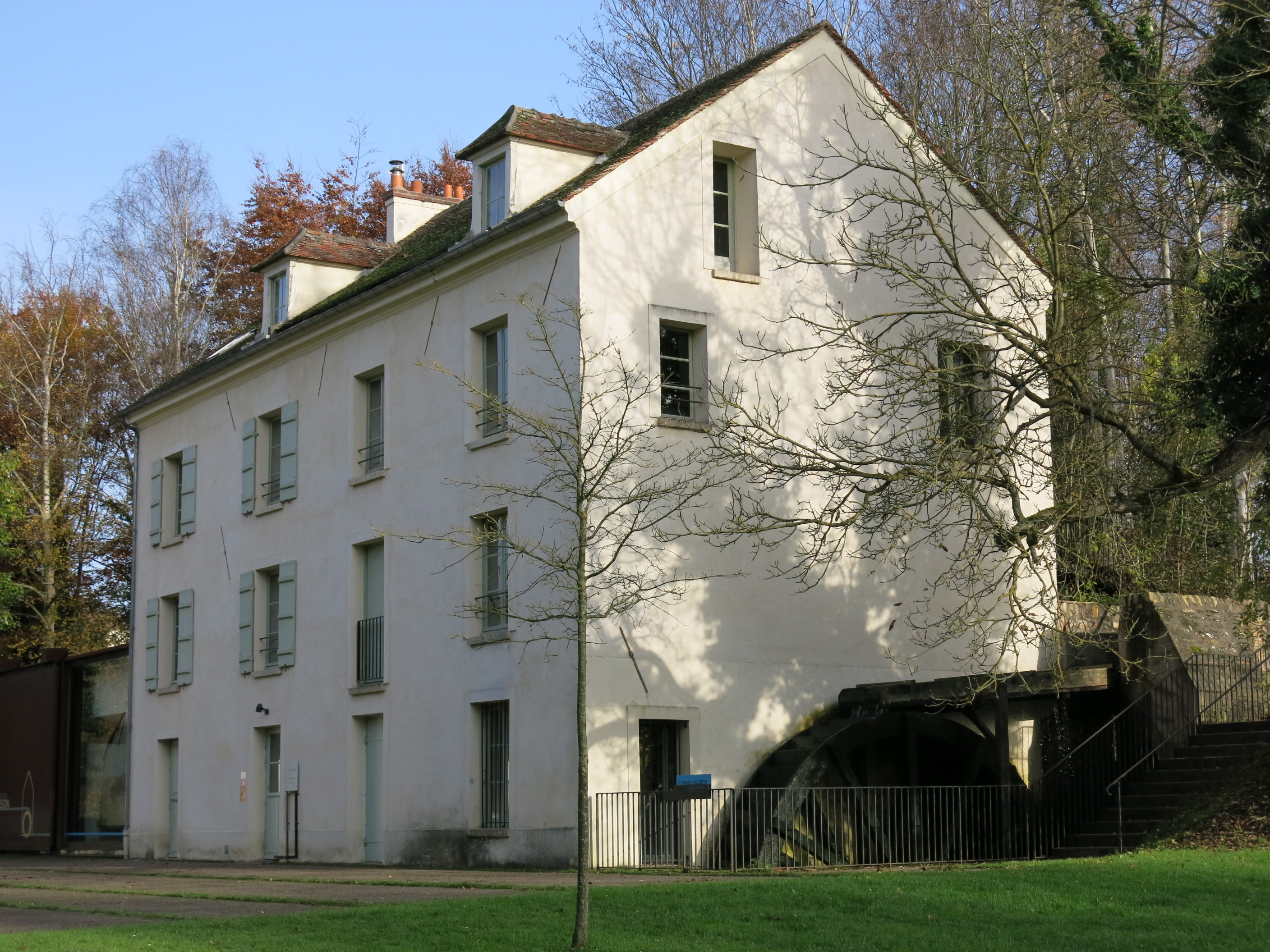
Le moulin Russon.

Le moulin Russon est le moulin à eau installé sur le ru de la Brosse. Un ingénieux système de récolte des eaux de ruissellement et des sources situées plus haut permettait l’alimentation du bief et donc la mise en marche de la roue à aubes, située sur le pignon du bâtiment. Elle fit l’objet d’une restauration par le propriétaire précédent. Ce moulin faisait partie des dépendances de la ferme de Roquemont. Il n’était utilisé comme moulin que quelques mois par an, le reste du temps, il servait de logement pour les ouvriers agricoles saisonniers.

#### Le lavoir
Le lavoir de la rue du Moulin fut construit au milieu du XIXe siècle. En fait, Bussy possédait déjà un lavoir fort ancien situé en dessous de l’emplacement d’une source au bas de Ferrières : le lavoir de Cessoy. Mais, ce lavoir étant éloigné du centre du village et d’un accès difficile pour les brouettes chargées de linge des lavandières, il fut décidé en conseil municipal de négocier avec la famille de Guermantes l’acquisition d’un terrain alimenté par une source, en haut de la rue du Moulin pour y construire ce deuxième lavoir. Actuellement, le lavoir de Cessoy est privé, le lavoir de la rue du Moulin est communal.

#### La ferme du Génitoy
La ferme du Génitoy est un « lieu mentionné dans les titres aussi anciens que ceux qui parlent de Bussy » (Louis Michelin 1843). Son nom, genesterium en latin ou genestay en français, donnera génitoire ou génitoy, à cause des genêts qui poussaient en abondance en cet endroit. La ferme du Génitoy fut autrefois un fief important pourvu d’un château. En 1672, Mme de Montespan aurait accouché dans le château du Génitoy d’un fils de Louis XIV : Louis-César de Bourbon, comte de Vexin.

#### La Jonchère
Au début du XIXe siècle, c’était une grande ferme. Elle appartenait à M. Martin de Longchamps, propriétaire de Fontenelles. Une féculerie y avait été créée en 1836, absorbant la production de la culture intensive de la pomme de terre sur notre commune… mais à partir de 1845, la maladie de la pomme de terre ralentit, puis stoppa cette activité. Les exploitants agricoles se tournèrent alors vers la culture de la betterave à sucre et sur le domaine de la Jonchère fut construite une râperie. Cette activité remplaça celle de la féculerie.

#### L’église Saint-Georges

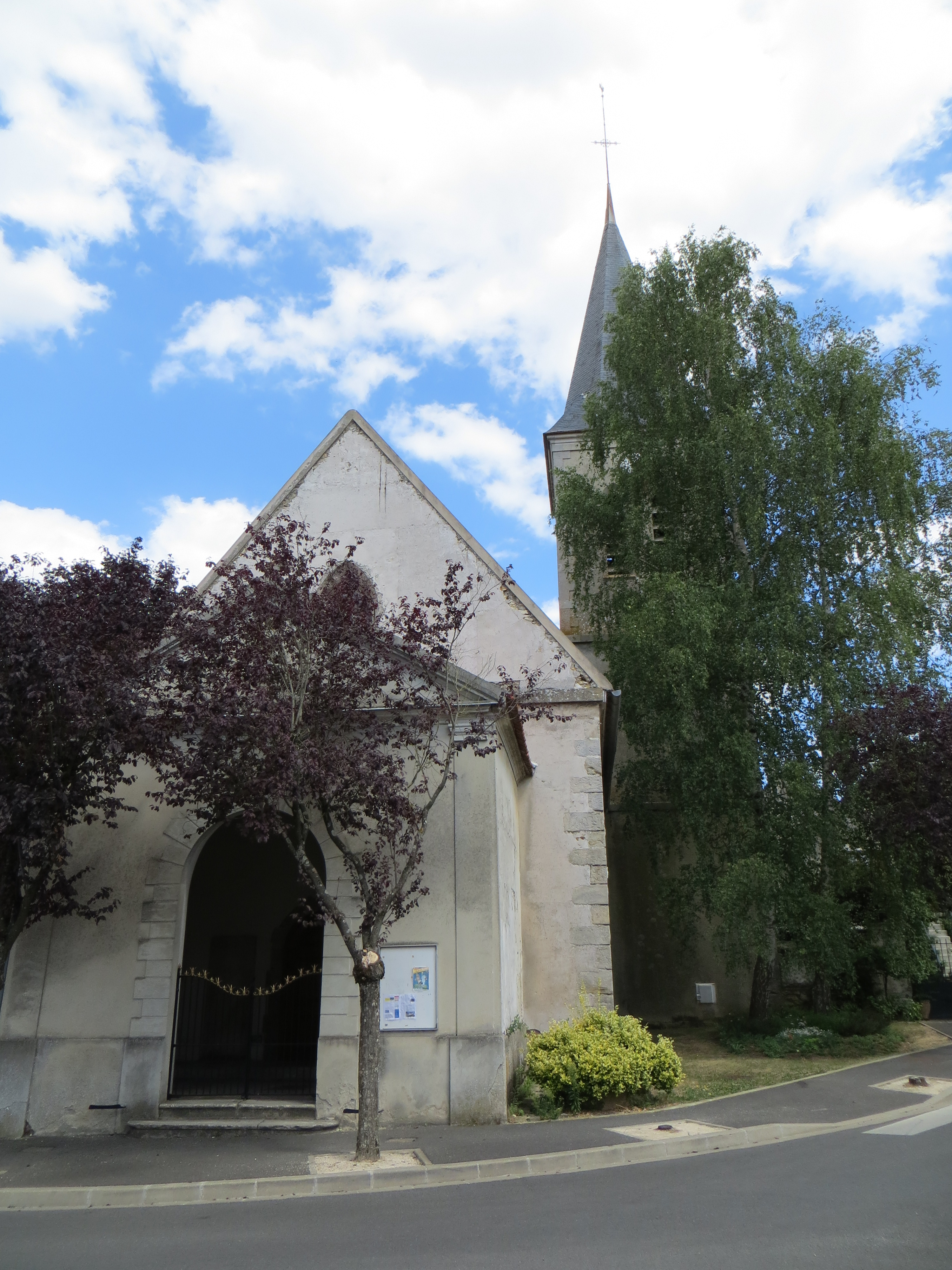
Église Saint-Georges - Cloche de l'église sonnant 17h : Fichier:Bussy-Saint-Georges - Cloche de l'église Saint-Georges.ogg

L’actuelle église Saint-Georges a été édifiée sur l’emplacement d’une petite église médiévale. François de la Rosque, curé de Bussy, de la même famille que le seigneur du lieu, célébra la dédicace de l’église en 1580. Sa construction fut terminée en 1595 et le 22 août 1600 eut lieu le baptême des trois cloches : Louise, en souvenir de la fondation de la chapelle Saint-Louis, Isabelle, prénom de la femme de Louis Guibert, Georges, patron de la paroisse.
L’église a été restaurée au XIXe siècle et, à la demande des habitants qui se plaignaient de ne pas entendre l’Angélus, le clocher fut rehaussé en 1866, sa hauteur actuelle est de 32 mètres. L’église est devenue propriété communale en 1905. Sous le porche de l’église on trouve une pierre tombale du XVIIIe siècle. Elle recouvrait le corps de l’abbé Duchesne inhumé dans le chœur de l’église. Cette pierre a été relevée lors de la pose d’un dallage dans l’église. À l’intérieur, la nef et le transept sont d’un style ogival très simple, des poutres maintiennent la voûte en berceau peinturlurée. On peut voir à droite du chœur, dans l’embrasement d’une baie, un Saint-Georges en pierre, patron de la paroisse, à gauche, une chapelle restaurée en 1904 avec un groupe de la Visitation de la Vierge (sans doute en souvenir de la translation de reliques en 1431, procurées à la paroisse de Bussy-Saint-Georges par l’abbé Duchesne. Le baptistère a un soubassement renaissance et une cuvette ornée de quatre têtes d’anges. On remarque aussi un bénitier de pierre encastré à gauche de l’entrée.

#### L’église Notre-Dame du Val
L’église Notre-Dame du Val est une église moderne, construite en 1997 par le cabinet d’architectes Gonot-Marcenat. Entièrement réalisée en éléments préfabriqués, elle est caractérisée par un dôme en cuivre naturel.
Elle est située au 33 boulevard Thibaud-de-Champagne.

### Patrimoine naturel
Bussy-Saint-Georges décline aussi son identité autour des parcs et jardins. Elle compte aujourd’hui 155 hectares d’espaces verts intégrés, 9 kilomètres de liaisons douces, 10 squares et parcs en centre-ville, 8 plans d’eau et plus de 8 200 arbres plantés.
Parmi les plans d'eau, l'étang du Dormeur du Val au centre duquel jaillit un jet d'eau, d'une surface de 12 000 m2, est situé entre les boulevards Thibaud-de-Champagne et des Genêts d'une part, et les avenues André-Malraux et du Général-de-Gaulle d'autre part. Sur ses rives a été édifiée l'église Notre-Dame-du-Val en 1998. Il a été réalisé afin de recueillir les eaux de pluie du centre urbain de la ville. La gestion piscicole a été confiée à l'association « Le Pêcheur de Marne-la-Vallée ».

### Équipements culturels

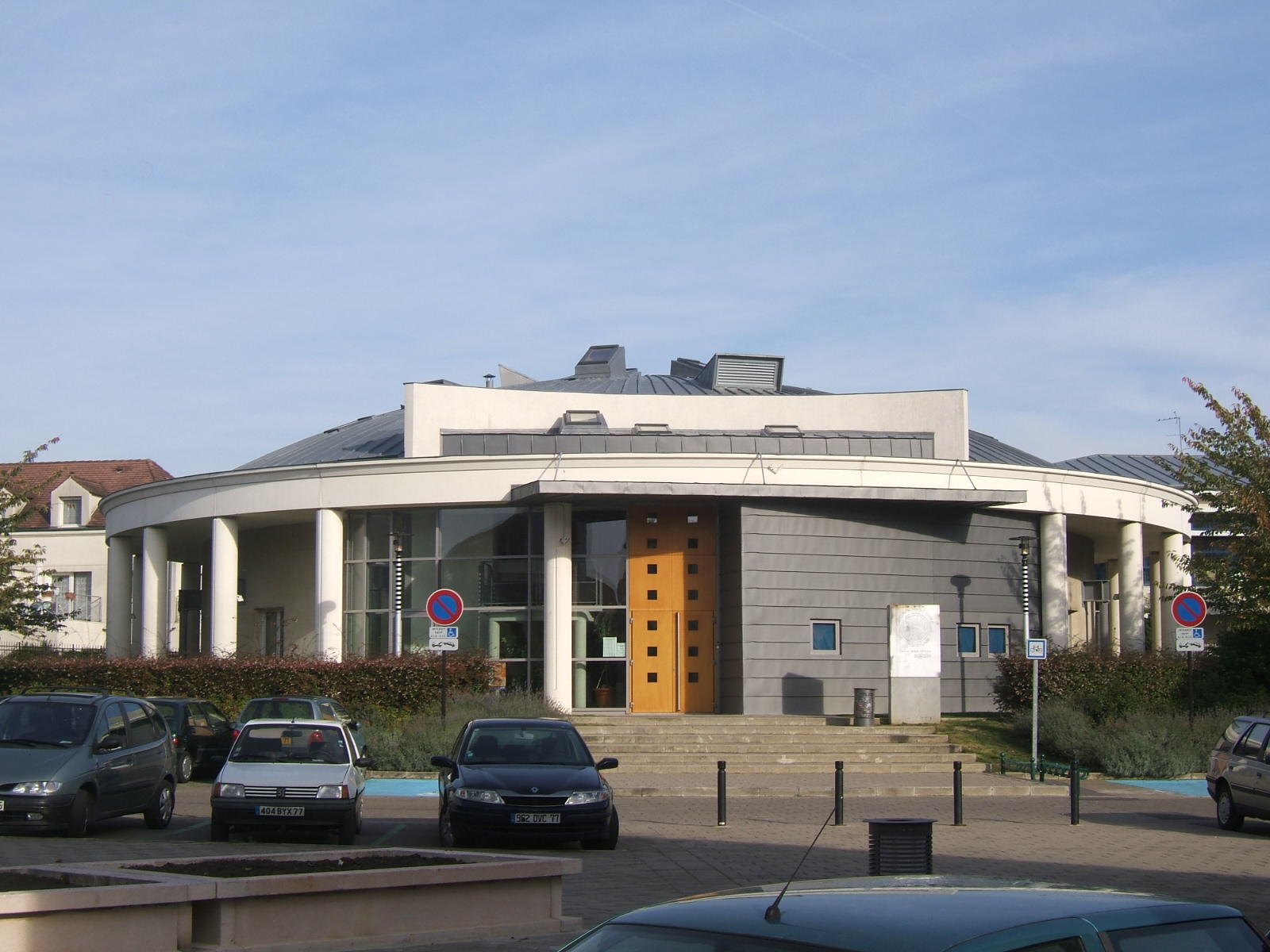
Le conservatoire municipal de musique de Bussy-Saint-Georges.

#### Médiathèque
La Médiathèque de l’Europe a été inaugurée en octobre 2006. On y trouve CD, livres (roman, BD, documentaires, magazines, etc.), DVD, partitions de musique…

#### Conservatoire
Le conservatoire de musique et de danse « Jean-Sébastien Bach » de Bussy-Saint-Georges a été municipalisé en 1997. On peut y exercer 31 disciplines instrumentales (dont des instruments « rares » comme le clavecin, la viole de gambe, le tuba, le hautbois ou des instruments traditionnels chinois : la pipa, le guzheng, des instruments vietnamiens : le dan tranh, le dan bao), 18 pratiques collectives (orchestres d’harmonie, orchestres à cordes, musique de chambre, ensembles instrumentaux, chorales, ateliers jazz, MAO…), et 2 disciplines chorégraphiques (le modern jazz et la danse classique). En 2015, il compte plus de 1 150 élèves, 57 enseignants et 7 administratifs. De ce fait, il est le plus important conservatoire du département de Seine-et-Marne.

#### Musée du jeu vidéo
Un projet de musée du jeu vidéo est annoncé en 2023 par la mairie, qui prévoit son ouverture en 2026 au sein d'un pôle ludique, en bordure de l'autoroute A4, prévu depuis 2013,. Un financement participatif lancé par le youtubeur Tev Ici Japon (Benoît Theveny) pour soutenir le projet de nom "Projet Odyssée" atteint un million d'euros en treize jours, un record en 2023 sur la plateforme KissKissBankBank . La période de financement se cloture le 18 novembre 2023 avec la participation de 32 419 contributeurs pour un apport final de 2 270 511€ ( une moyenne de 70€ par contributeur).

### Bussy-Saint-Georges dans les arts

#### Au cinéma
1967 : Dans le film Voyage à deux de Stanley Donen une scène avec Audrey Hepburn et Albert Finney  est tournée devant la tour-pigeonnier .
2004 : Des scènes du film Narco de Tristan Aurouet et Gilles Lellouche sont tournées dans un quartier résidentiel de la ville en 2003.
2021 : Dans Madeleine Collins une scène avec Virginie Efira est tournée dans une maison résidentielle de la ville.

### Personnalités liées à la commune
- Billy Ketkeophomphone (1990-), footballeur professionnel ;
- Yun Jung-hee (1944-2023), actrice sud-coréenne[94] ;
- Andrée Michel (1920-2022), sociologue[95] ;
- Maurice Boitel (1919-2007), peintre ;
- Jean-Antoine-Théodore Giroust dit Antoine Giroust (1753-1817), peintre ;
- Louis-César de Bourbon (1672-1683), légitimé de France, fils de Louis XIV et Madame de Montespan est né au domaine du Génitoy.

### Héraldique, logotype et devise
En suivant la descendance du chevalier Pierre de Bucy, seigneur du lieu et de Jossigny de 1196 à 1241, on trouve une lignée de plusieurs Simon de Bucy. Le quatrième, chevalier légitimé et anobli par lettres patentes en 1355, fut premier président au Parlement de Paris et conseiller du roi Jean II le Bon, est le premier dont on connaît l'emblème. Le blason, d’azur à une fasce d’or chargée de trois aigles de sable, est le premier emblème connu du lieu.
Plus contemporain, un blason communal est apparu en janvier 1975 sur les correspondances officielles de la mairie. Il est en forme d’écu point en bas. À l’intérieur, la tour de Bussy témoigne d’un passé et au centre un armet de chevalier à panache blanc, le tout sur fond noir avec l’inscription en partie haute : Bussy-Saint-Georges. En janvier 1986, le fond est devenu bleu et sans inscription frontale.[réf. nécessaire]
| Blason de Bussy-Saint-Georges | Blason  | D’azur à la tour du lieu couverte d’argent, girouettée du même, maçonnée de sable, chargée d’un armet au naturel sommé d’un panache aussi d’argent.                                                                |
| Blason de Bussy-Saint-Georges | Détails | La mairie de Bussy-Saint-Georges ne retrouve pas de traces de ce blason. Elle reconnaît par contre l'usage de l'ancien blason des seigneurs de Bucy au cours de festivités,. Délaissé au profit d'un logo en 1986. |

Avec l’ouverture du territoire communal à l’urbanisation, l’idée se fit un jour d’avoir un logo. La présentation du modèle définitif fut faite aux membres du conseil municipal le 14 février 1986. L’écusson a une allure avionique avec une bande médiane à sa pointe, plus aiguë vers le haut. Un dégradé de couleur symbolise sa progression vers l’avenir. Il fut apposé la première fois en avril 1986, sur le panneau de construction du groupe scolaire « les Violennes », premier groupe scolaire construit à Bussy-Saint-Georges.
En 2007, la municipalité a décidé de modifier quelque peu son logo avec pour objectif principal de mieux visualiser le nom de la ville. L’architecture (la façade de la Mairie, ancienne école communale) a été retravaillée en dessin : porte d’entrée, chaînes de pierre d’angles, fenêtres, toiture et petit clocher du centre. Ce nouveau dessin est repris avec les vraies proportions architecturales de la façade. Il a également été constaté sur plusieurs documents édités par la ville que ceux-ci écrivaient « Bussy Saint-Georges » souvent de manière différente. Quelques familles de typographies perturbaient sa lecture, aucune charte graphique, ni cahier des charges typographique n’avait été réalisé au moment de la création du logo. Il s’agissait donc de poser une écriture graphique stable, étudiée, en coordonnée du dessin logotype et l’accompagnant de façon systématique et pérenne. Concernant la forme du logo proprement dite, la symbolique du carré a été privilégiée. En effet, selon la municipalité, le losange irrégulier de forme pyramidale du logo précédent manquait de stabilité et de rigueur.